# Elorrio
Elorrio és un municipi de la província de Biscaia, País Basc, pertanyent a la comarca del Duranguesat amb una població de 7.094 habitants (INE-2005). Limita al nord amb Berriz i Zaldibar; al sud amb Arrasate (Guipúscoa) i Aramaio (Àlaba); a l'est amb Elgeta i Bergara (Guipúscoa) i a l'oest amb Atxondo i Abadiño. L'extensió del municipi és de 37,40 km² pel que la densitat poblacional és de 189,67 hab./km² Aquesta vila va ser fundada, el 1359 per l'infant Tello, vintè Senyor de Biscaia i primer d'Aguilar de Campoo.

## Personatges il·lustres
- Juan de Arezpakotxaga, secretari d'estat amb Felip IV d'Espanya.
- Gabriel de Landa, religiós mercedari.
- Francisco Lucas de Arauna, militar, defensor d'Orà en 1732
- Manuel Plácido de Berriozabalbeitia, catedràtic a Granada i oïdor a Perú.
- Juan Ambrosio de Arrio, compositor musical.
- Valentí Berriotxoa, religiós màrtir i sant. Patró de Biscaia.
- Alejandro Goicoechea (1895-1984): enginyer dissenyador del tren Talgo.
- José Antonio Ardanza (1941): lehendakari entre 1985 i 1999.
- Alberto Leanizbarrutia Abaunza (1951): ciclista.
- Anne Igartiburu (1969): presentadora de televisió.
- Garikoitz Basauri Amezua (1974): futbolista.
- Iñigo Agirre Kerexeta (1942): Diputat entre 1977 i 1984 i Parlamentari Basc 1984-1991